# Steven Tyler
Steven Victor Tallarico (n. 26 martie 1948, Yonkers, statul New York), mult mai bine cunoscut publicului larg sub numele său de scenă, Steven Tyler, este un muzician și compozitor american.  Tyler este cel mai bine cunoscut în calitatea sa de solist vocal și textier al formației americane de muzică rock Aerosmith din Boston, Massachusetts.  Tyler are și o fiică, Liv Tyler, actrița care a apărut alături de tatăl său în clipul din 1998, ce fusese soundtrack la filmul Armageddon, I Don't Wanna Miss A Thing. dar și în clipul din 1993, varianta sa a celebrului cântec al lui Patsy Cline, Crazy, în care apăruse împreună cu actrița Alicia Silverstone, cu care avea să mai apară și în următorul clip al său (de asemenea din 1993), Cryin'.
Tyler este cunoscut, și ușor de recunoscut, atât pentru vocea sa guturală, dar extrem de versatilă muzical, cât și pentru abilitatea sa de a cânta la un mare număr de instrumente foarte diferite, incluzând muzicuța, instrumentele cu clape, de percuție și de suflat. În anii 1970 și 1980, Tyler a devenit faimos mai ales pentru utilizarea masivă de droguri și de alcool, formând împreună cu colegul său de la Aerosmith, John Perry⁠(d), un cuplu cunoscut sub numele infam de Toxic Twins. În anul 1986, Tyler a completat un program complet de dezintoxicare, menținând după acea dată o atitudine de abstinență față de droguri și alcool. În timpul performanțelor sale muzicale de scenă, pline de energie, Tyler folosește o garderobă de concert extravagant colorată la care se adaugă întotdeauna, ca semn distinctiv al său, șaluri lungi multicolore, care adesea stau atârnate de microfonul la care solistul cântă. Recent, Tyler a fost nominalizat ca unul dintre primii 100 de cântăreți ai tuturor timpurilor.  Tyler este, de asemenea nominalizat ca fiind al 3-lea pe o listă de 100 vocaliști de muzică metal ai tuturor timpurilor.